# Thedford
Thedford è un comune degli Stati Uniti d'America, situato nello Stato del Nebraska, nella contea di Thomas, della quale è il capoluogo.